# Біль любові
«Біль любові» — радянський художній фільм 1989 року, знятий режисером Анваром Тураєвим на кіностудії «Таджикфільм».

## Сюжет
За мотивами однойменної повісті Караматулло Мірзоєва. Історія кохання, розказана таджицькими кінематографістами.

## У ролях
- Р. Камолов — Рустам, син Абдусалома і Джамілі
- Мадіна Махмудова — Парвона
- Нурулло Абдуллаєв — Абдусалом
- Дільбар Умарова — Джаміла, дружина Абдусалома
- Таго Разиков — Мансур Хатабов, голова
- Фархот Абдуллаєв — Салім, німий
- Курбан Шаріпов — дідусь Камол
- Мушарафа Касимова — Фазіла, дружина дідуся Камола
- Махамадалі Мухамадієв — уповноважений
- Абдугафор Карімов — Назрулло
- Хашим Рахімов — Фірдавс, вчитель
- Ісо Абдурашидов — Саїд, коваль
- Ф. Гуломова — Сітора, онука дідуся Каріма
- М. Бахріддінова — Наргіс
- А. Джураєв — дідусь Карім, дід Сітори
- Мехрангіз Гасанова — Мастура, дружина голови Мансура
- А. Гребенников — епізод
- Нозукмо Шомансурова — епізод
- Гульсара Абдуллаєва — епізод
- Н. Іброхімов — епізод
- Х. Давлатов — епізод
- М. Карімов — епізод
- Д. Аброров — епізод
- Н. Дамінов — епізод
- Анвар Тураєв — епізод
- А. Мамедов — епізод
- Валерій Фідаров — епізод
- Рушт Руштов — епізод

## Знімальна група
- Режисер — Анвар Тураєв
- Сценарист — Юрій Харламов
- Оператор — Александр Шабатаєв
- Композитор — Геннадій Александров
- Художник — Володимир Салімов